# Лоди
Лоди (итал. Lodi) град је у северној Италији. Град је средиште истоименог округа Лоди у оквиру италијанске покрајине Ломбардија.

## Географија
Лоди се налази у средишњем делу Падске низије, на свега 40 км југоисточно од Милана. Град се сместио на доњем току реке Аде, близу њеног ушћа у важнију реку По. Околно подручје је равничарско са развијеном пољопривредом.

## Становништво
Према резултатима пописа становништва 2011. у општини је живело 43.332 становника.
| 1931.  | 1936.  | 1951.  | 1961.  | 1971.  | 1981.  | 1991.  | 2001.  | 2011.  |
| ------ | ------ | ------ | ------ | ------ | ------ | ------ | ------ | ------ |
| 29.839 | 30.636 | 35.320 | 38.158 | 44.422 | 43.282 | 42.250 | 40.805 | 43.332 |

Лоди данас има близу 44.000 становника, махом Италијана. Током протеклих деценија у град се доселило много досељеника из иностранства, највише са Балкана.

## Привреда
Лоди је значајно трговачко и индустријско средиште (текстилна, машинска и хемијска инд.). 

## Партнерски градови
- Констанц
- Омења
- Фонтенбло
- Лодај

## Галерија
- Градска катедрала
- Наполеонов мост
- Стари замак у граду
- Река Ада близу Лодија